# Sparganium rothertii
Sparganium rothertii är en kaveldunsväxtart som beskrevs av Nikolai Nikolaievich Tzvelev. Sparganium rothertii ingår i släktet igelknoppar, och familjen kaveldunsväxter. Inga underarter finns listade i Catalogue of Life.